# Димитриос Ризос
Димитриос Ризос (на гръцки: Δημήτριος Ι. Ρίζος) е гръцки лекар и революционер, един от основните организатори на гръцката въоръжена пропаганда във Воден в началото на ХХ век.

## Биография
Ризос е роден около 1840 или 1847 година в махалата Вароша на град Воден, тогава в Османската империя. Завършва медицина в Атинския университет в 1871 година и заминава за Франция, за да продължи образованието си. Завръща се в Македония и се установява като лекар първо в Струмица, а по-късно във Воден.
Във Воден развива активна дейност по утвърждаване на елинизма и възпрепятстване на българското учебно и църковно дело. В 1876 година заедно с колегата си Василиос Димитриас - Кьорцис изготвя меморандум, доказващ елинизма на Македония и подписан от стотици видни жители на областта, връчен на посланическата Цариградска конференция на 1 януари 1877 година. Работи във Воденската болница за бедни, създадена на 3 януари 1862 г. от Воденското младежко братство. Подкрепя основаването на силогоса Воденско благотворително мъжко общество.
През 1903 година заедно с поп Йоан Сивенов, Евангелос Кофос, Атанасиос Франгос, а от 1904 година и Йоан Хадзиников ръководят гръцкия революционен комитет във Воден.
Ризос е активен деец на Солунското благотворително мъжко общество и от 1912 до 1914 година е негов председател.